# Lombo Enguitado de Portalegre
O Lombo Enguitado de Portalegre IGP é um produto de origem portuguesa com Indicação Geográfica Protegida pela União Europeia (UE) desde 27 de setembro de 1997.

## Área geográfica
A área geográfica de transformação do Lombo Enguitado de Portalegre IGP é delimitada, desde 1996, aos concelhos de Alter do Chão, Arronches, Avis, Campo Maior, Castelo de Vide, Crato, Elvas, Fronteira, Gavião, Marvão, Monforte, Nisa, Ponte de Sor, Portalegre e Sousel, todos do distrito de Portalegre.

## Agrupamento gestor
O agrupamento gestor da indicação geográfica protegida "Lombo Enguitado de Portalegre" é a NATUR-AL-CARNES - Agrupamento de Produtores Pecuários do Norte Alentejano, S.A..